# マスタードオイル

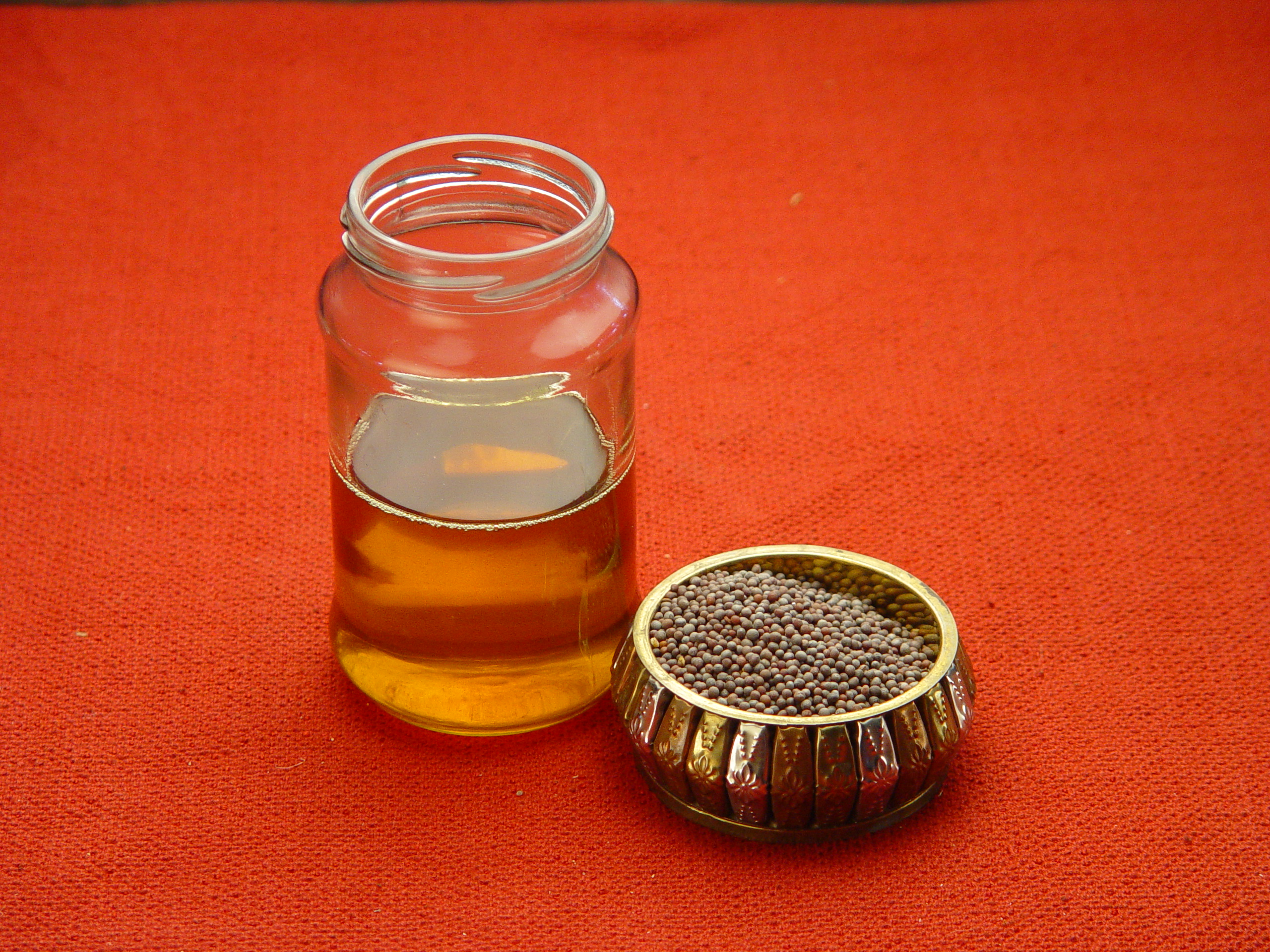
マスタードオイルとマスタードの種子

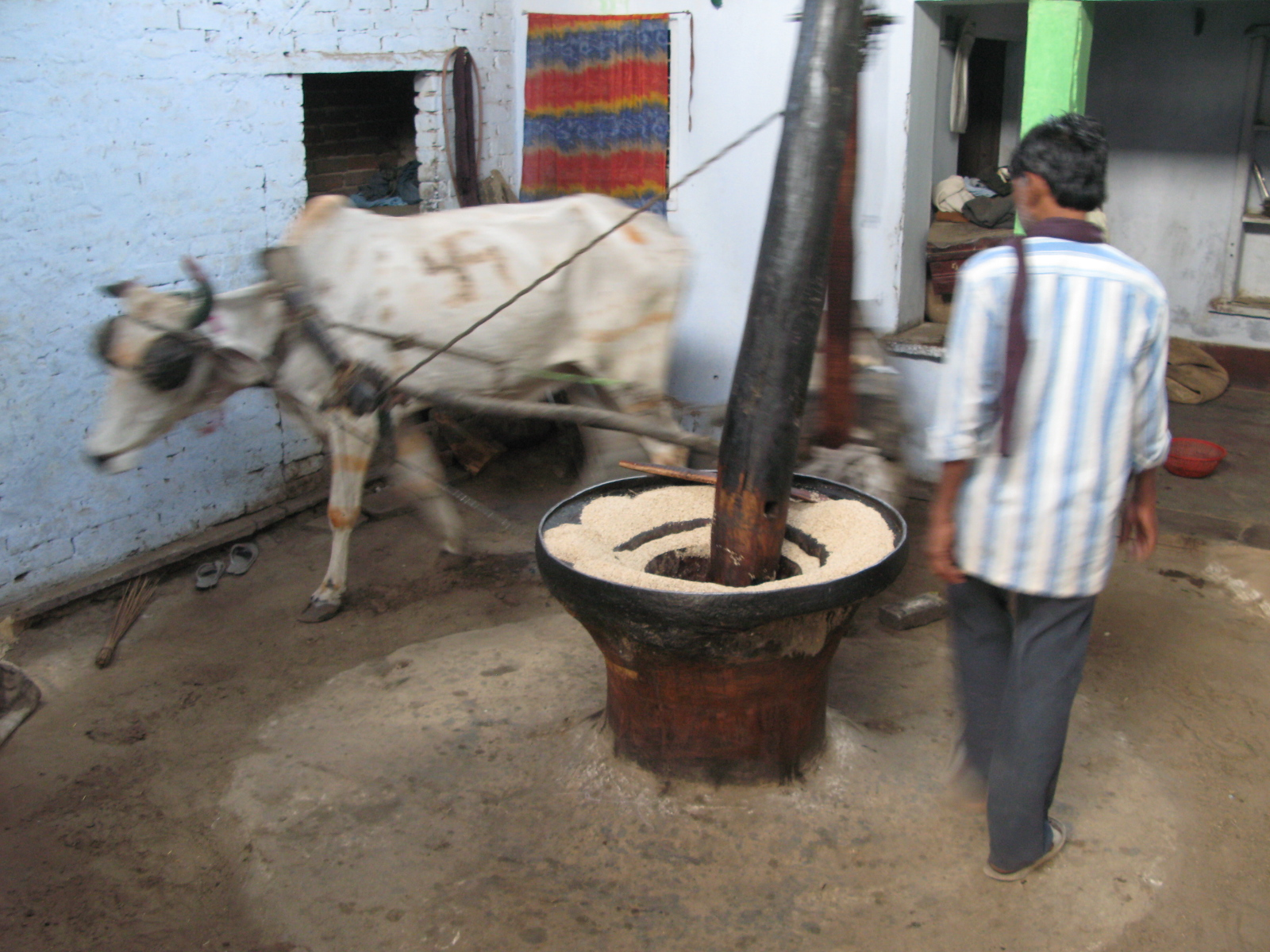
牛が歩いて動くミルで挽かれるマスタードの種子

マスタードオイル（英: mustard oil）という言葉は、マスタードシードに由来する以下の2つの油に対して用いられる。
- 種子を絞って得られる植物油
- 種子を挽いて水と混ぜ、蒸気を蒸留して得られる精油

マスタードオイルの辛味は、TRPA1チャネルの活性化因子であるアリルイソチオシアネートが存在するためである。

## 圧搾油
この油は非常に辛く、北インド、東インド、ネパール、バングラデシュ、パキスタン等でよく料理に用いられ、特にベンガル州、オリッサ州、アッサム州、ネパールでは伝統的に好んで使われている。マスタードシードの約30%を油が占める。マスタードオイルは、クロガラシ、カラシナ、シロガラシから作られる。
特長的な辛味は、アリルイソチオシアネートのためである。約60%の一不飽和脂肪酸（エルカ酸42%とオレイン酸12%）、約21%の多不飽和脂肪酸（オメガ3α-リノレン酸6%とオメガ6リノレン酸15%）、約12%の飽和脂肪酸からなる。

### 健康への影響
マスタードオイルは、α-リノレン酸とエルカ酸の両方を高濃度で含む。
1970年代初頭に実験動物を用いて行った研究で、エルカ酸は高濃度では心臓に対する毒性を示す結果が得られた。ヒトに対する悪影響に関する報告はなかったものの、この動物実験の結果を元に世界中でエルカ酸の摂取規制値が設けられるようになった。マスタードオイルはエルカ酸の含有量が多いため、アメリカ合衆国では輸入及び販売が禁止された。
α-リノレン酸を多く含む油は心臓を保護し心臓血管の病気を防ぐと考えられているが、近年この考えは疑われ、健康に良い効果はほとんどないと考えられている。
インドで行われたマスタードオイルの健康影響に関する2つの研究は、結論が全く異なっている。一方では、マスタードオイルに心臓を保護する効果はなくエルカ酸の悪影響がα-リノレン酸の効果を上回っていると結論付けている。もう一方では、マスタードオイルに保護効果は認められ、α-リノレン酸の効果がエルカ酸の悪影響を上回っていると結論付けている。
幼児のマッサージにマスタードオイルを用いる習慣は、皮膚に損傷を与えるとの研究結果がある。より多くのサンプル数の別の研究では、マスタードオイルのマッサージにより体重、身長、腕脚の周長等が、マッサージを行わない群に比べて改善したという結果が得られたが、ごま油の方が効果が大きかった。

### 栄養価
アメリカ合衆国農務省によると、テーブルスプーン1杯分（14グラム）のマスタードオイルは、以下を含む。
- カロリー:124キロカロリー
- 脂質:14グラム
- 炭水化物:0グラム
- 繊維:0グラム
- タンパク質:0グラム

## 精油
挽いたマスタードシードを水や酢と混ぜると、調味料としてのマスタードの辛味が生まれる。この条件下で、酵素ミロシナーゼとシニグリンとして知られるグルコシノレートが反応して、アリルイソチオシアネートが生成する。蒸留により、92%以上のアリルイソチオシアネートを含む非常に鋭い辛味の精油を得ることができる。アリルイソチオシアネートの辛味は、感覚ニューロンのTRPA1イオンチャネルの活性化が原因である。シロガラシはアリルイソチオシアネートを生じないが、より辛味のマイルドなイソチオシアネートを生成する(配糖体がシニグリンではなくシナルビンであるため)。
アリルイソチオシアネートは、草食性動物から植物を守るのに役立っているが、植物自体にとっても有害であるため、ミロシナーゼとは別に無害なグルコシノレートの形で貯蔵されている。草食性動物が植物を噛むと、有毒のアリルイソチオシアネートが生成される。また、この物質はホースラディッシュやワサビの辛味成分にもなっている。合成することもでき、合成マスタードオイルとして知られる。
アリルイソチオシアネートを含むため、マスタードオイルは皮膚や粘膜に対する刺激作用を持つ。食品産業では、極少量を風味付けに用いることもある。例えば北イタリアでは、モスタルダと呼ばれる果物のシロップ付けに加えられる。その他、猫よけや犬よけにも用いられる。
CAS登録番号は、マスタードオイルは8007-40-7、純粋なアリルイソチオシアネートは57-06-7である。

## 利用
マスタードオイルは、かつて北インドやパキスタンでよく使われる調理用油であり、ベンガルやバングラデシュでは現在でもよく用いられている。20世紀後半、北インドやパキスタンでは大量生産された植物油が出回るようになって、マスタードオイルはあまり用いられなくなった。現在では、文化に複雑に埋め込まれている。
- 重要な人物が初めて家に帰ってくる際に玄関の両脇に撒く。
- パンジャブ州、ベンガル州やインドのその他多くの地域の婚礼で、明りの燃料として用いる。
- 結婚前のMayianの際の手作り化粧品の一部として用いる。
- ディーワーリー等の祭りの際の土器ランプの燃料として用いる。
- 楽器として用いる。マスタードオイルを絞った後の残渣を砂、マスタードオイル、やに等と混ぜ、ドーラク等の楽器の膜に重さを付けるために内側の膜に塗る。